# Махческий район
Махческий район — упразднённая административно-территориальная единица в составе Северо-Осетинской АССР, существовавшая в 1938—1956 годах. Административный центр — село Махческ.

## Население
По данным переписи 1939 года в Махческом районе проживало 5182 чел., в том числе осетины — 96,9 %, русские — 2,0 %.

## История
Махческий район был образован 16 февраля 1938 году в составе Северо-Осетинской АССР. Центром района было назначено село Махческ.
По данным 1940 года район включал 5 сельсоветов: Галиатский, Гуларский, Донифарский, Задалесский и Махческий.
По данным 1945 года район включал 6 сельсоветов: Галиатский, Гуларский, Донифарский, Задалесский, Махческий и Стур-Дигорский.
В 1956 году Махческий район был упразднён, а его территория передана в Ирафский район.